# Gran Premi de San Marino de motociclisme de 2020
El Gran Premi de San Marino de motociclisme de 2020 (oficialment anomenat Gran Premio Lenovo di San Marino e della Riviera di Rimini) va ser la setena prova del Campionat del Món de motociclisme de 2020. Va tenir lloc al Misano World Circuit Marco Simoncelli, a Misano Adriatico, Itàlia, de l'11 al 13 de setembre del 2020.

## Resultats

### MotoGP
| Pos.                                                          | No. | Pilot             | Constructor | Voltes | Temps     | Graella | Punts |
| ------------------------------------------------------------- | --- | ----------------- | ----------- | ------ | --------- | ------- | ----- |
| 1                                                             | 21  | Franco Morbidelli | Yamaha      | 27     | 42:02.272 | 2       | 25    |
| 2                                                             | 63  | Francesco Bagnaia | Ducati      | 27     | +2.217    | 6       | 20    |
| 3                                                             | 36  | Joan Mir          | Suzuki      | 27     | +2.290    | 8       | 16    |
| 4                                                             | 46  | Valentino Rossi   | Yamaha      | 27     | +2.643    | 4       | 13    |
| 5                                                             | 42  | Álex Rins         | Suzuki      | 27     | +4.044    | 7       | 11    |
| 6                                                             | 12  | Maverick Viñales  | Yamaha      | 27     | +5.383    | 1       | 10    |
| 7                                                             | 4   | Andrea Dovizioso  | Ducati      | 27     | +10.358   | 9       | 9     |
| 8                                                             | 43  | Jack Miller       | Ducati      | 27     | +11.155   | 5       | 8     |
| 91                                                            | 30  | Takaaki Nakagami  | Honda       | 27     | +10.839   | 14      | 7     |
| 10                                                            | 44  | Pol Espargaró     | KTM         | 27     | +12.030   | 11      | 6     |
| 11                                                            | 88  | Miguel Oliveira   | KTM         | 27     | +12.376   | 12      | 5     |
| 12                                                            | 33  | Brad Binder       | KTM         | 27     | +12.405   | 16      | 4     |
| 13                                                            | 41  | Aleix Espargaró   | Aprilia     | 27     | +15.142   | 13      | 3     |
| 14                                                            | 27  | Iker Lecuona      | KTM         | 27     | +19.914   | 18      | 2     |
| 15                                                            | 5   | Johann Zarco      | Ducati      | 27     | +20.152   | 10      | 1     |
| 16                                                            | 9   | Danilo Petrucci   | Ducati      | 27     | +22.094   | 15      |       |
| 17                                                            | 73  | Álex Márquez      | Honda       | 27     | +22.473   | 21      |       |
| 18                                                            | 6   | Stefan Bradl      | Honda       | 27     | +37.856   | 19      |       |
| 19                                                            | 38  | Bradley Smith     | Aprilia     | 27     | +1:18.831 | 20      |       |
| –                                                             | 53  | Esteve Rabat      | Ducati      | 22     | –         | 17      |       |
| –                                                             | 20  | Fabio Quartararo  | Yamaha      | 18     | –         | 3       |       |
| Volta ràpida: Francesco Bagnaia (Ducati) – 1:32.706 (volta 8) |     |                   |             |        |           |         |       |
| INFORME OFICIAL CURSA MOTOGP                                  |     |                   |             |        |           |         |       |

Notes
- ^1  – Takaaki Nakagami va acabar vuitè a la pista, però va rebre una penalització d'una posició per excedir els límits de la pista en l'última volta.